# امانیتسنا
امانیتسنا (به لاتین: Ambanitsena) یک منطقهٔ مسکونی در ماداگاسکار است که در آنالامانگا واقع شده‌است.

## خصوصیات
امانیتسنا ۶٬۰۰۰ نفر جمعیت دارد و ۱٬۴۱۲ متر بالاتر از سطح دریا واقع شده‌است.